# 鈹 (武器)

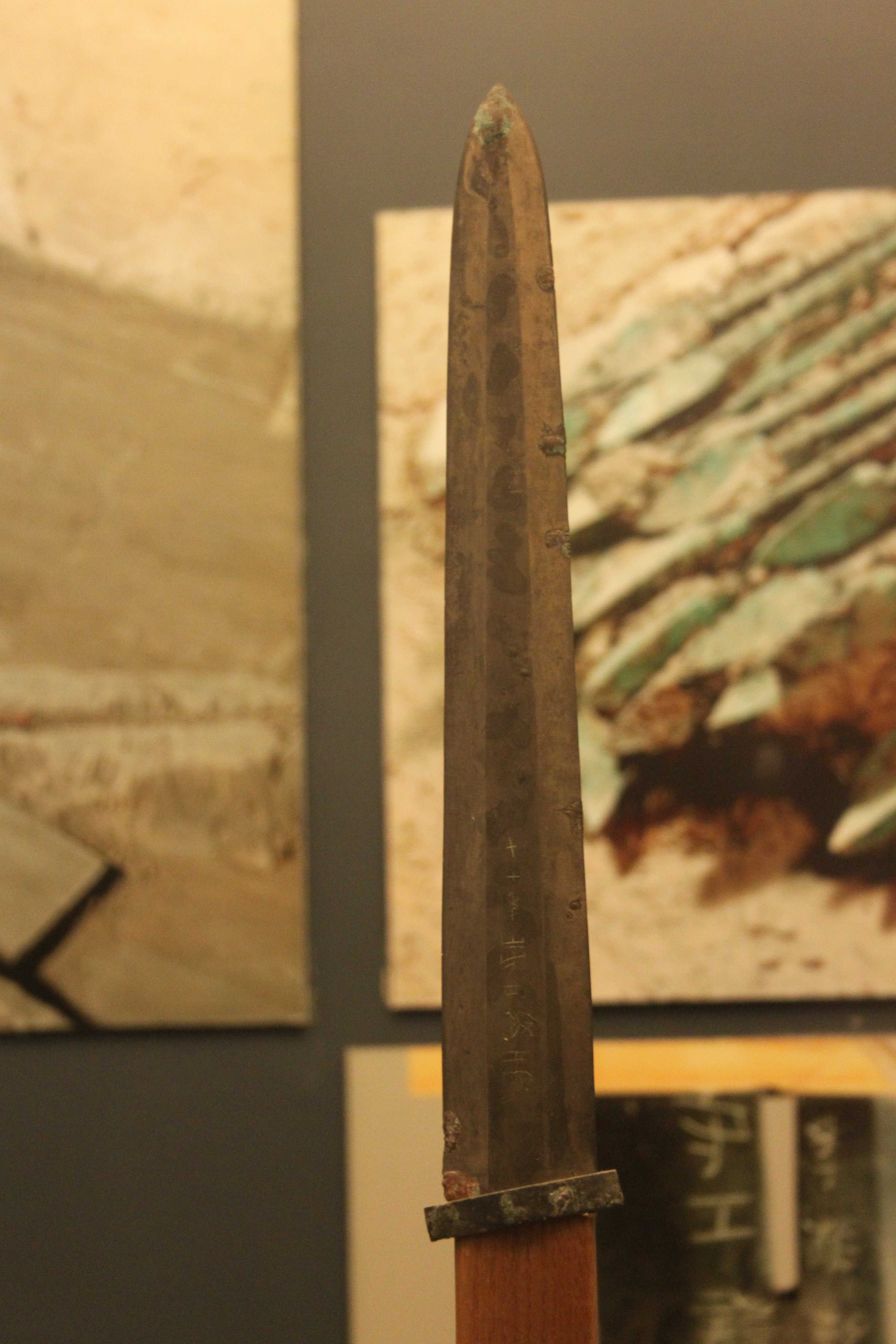
1974年出土于秦始皇兵马俑一号坑的秦代铜铍，上刻铭文“十七年寺工䰻工窵”

鈹，又称为錟，是一種槍矛類的長柄武器，早期出土時被誤認為是一種短劍類的武器，後來出土了鈹頭之後長桿的遺跡，才轉而定位成長柄武器。起源於西周時期，在漢代仍被使用，漢代之後逐漸消失。在兵馬俑中發現20多個鈹實物，鈹身似短劍，有莖插於柄，由銅釘固定。